# Franciszek Wawrzyniec Kamiński
Franciszek Wawrzyniec Kamiński (né le 20 septembre 1902 - mort le 24 février 2000 à Varsovie) est général polonais, militant du Parti paysan polonais.
Il est le créateur de Bataliony Chłopskie (en français : Batailon des paysans) pendant la Seconde Guerre mondiale. À la fin de la guerre, le bataillon fusionne avec Armia Krajowa. Franciszek Kamiński en devient un des principaux commandants et combat lors de l'Insurrection de Varsovie.

## Enfance et jeunesse
Franciszek né le 20 septembre 1902 dans une famille paysanne du village Mikułowice district d'Opatów. Ses parents possèdent une petite ferme de 7,5 hectares. Il a 5 frères et sœurs. Après la mort prématurée de sa mère, Francis est élevé par ses sœurs aînées.
Franciszek fréquente l'école primaire de Wojciechowice, et étudie ensuite dans un lycée à Sandomierz. Il est un des dirigeants de la troupe de scouts de l'école. Dans les années 1926-1929, il étudie les mathématiques à l'Université de Varsovie.
En 1929-1930, après l'obtention de son diplôme, il suit une formation à l'école des aspirants-officiers de réserve. le 1er janvier 1932, il est nommé lieutenant de réserve dans le corps des officiers d'infanterie.
Durant ses études Kamiński s'intéresse très vite à la situation politique du pays. Il est membre du Parti paysan polonais "Libération" (pl). Dans les années 1926-1929, il en devient le secrétaire. Il est également le rédacteur en chef de l'organe de presse du PSL, l'hebdomadaire "Libération". Après l'unification du mouvement paysan en mars 1931 il devient militant du Parti paysan. En août 1937, il participe à l'organisation de la grande grève des paysans.

## Seconde Guerre mondiale
Dès le début de la Seconde Guerre mondiale, dans les premières semaines de l'occupation allemande, Franciszek est l'un des moteurs du mouvement paysan de Varsovie, dirigé par Maciej Rataj. En novembre 1939, il organise la résistance paysanne dans la région de Kielce. Le mouvement gagne les villes de Pińczów, Opatów, Sandomierz et Iłża. Kamiński sert d'agent de liaison entre les organisations émergentes et la Direction centrale du Mouvement populaire (pl) (CKRL). À la mi-août 1940 Kamiński développe son concept d'une milice paysanne qui prendra plus tard le nom de Bataliony Chłopskie (Bataillon des paysans) qui en octobre de la même année rassemble 157 000 hommes.
Lorsqu'en 1942, les Nazis entrepennent l'expulsion des paysans polonais dans la région de Lublin et lancent l'action Zamość, Kamiński organise les Bataliony Chłopskie (BCh). Malgré les opérations de représailles, la résistance est telle que les Nazis préfèrent mettre fin aux expulsions.
En 1944, à la suite de l'intégration du BCh au sein de l'Armia Krajowa, Kamiński rejoint l'état-major de l'AK et participe à l'Insurrection de Varsovie. Après la chute de Varsovie, il se réfugie dans la région de Podkowa Leśna.

## L'après-guerre
En août 1945, Kamiński est nommé lieutenant-colonel. Il est membre du Parti paysan polonais, chef du Comité exécutif d'organisation. En décembre 1945 il est membre du Conseil national (pl). Aux élections législatives de 1947, il est élu et entre à la Diète.
Après la démission de Stanisław Mikołajczyk du gouvernement, Kamiński est exclu du Parti mais il retrouve rapidement ses droits. En mai 1949, ayant refusé de faire son auto-critique, il est de nouveau exclu.
Le 21 juillet 1950, accusé de crimes lors de la reconstruction, il est arrêté (le Parlement lève son immunité parlementaire le 23 mars 1951). En décembre 1951 il est condamné à 12 ans d'emprisonnement et 5 ans de privation des droits civils et honorifiques et à la confiscation de tous ses biens. Le 24 octobre 1956, la Cour suprême militaire de Varsovie abroge la condamnation et annule toute la procédure.
Après sa libération Kamiński ne renoue pas immédiatement avec la politique. En octobre 1956, il est employé comme commis au siège de la coopérative agricole « Samopomoc Chłopska ». Il préside tout de même la Commission historique du BCh, afin de documenter l'action armée du mouvement paysan pendant la guerre et l'occupation. Il est à l'origine d'un certain nombre de célébrations et d'événements de patriotiques. Il est entre autres l'initiateur de la commémoration du 50e anniversaire du Miracle de la Vistule.
En octobre 1980, il accepté une promotion au grade de général de brigade et de général de division en 1993. En 1988, il est membre du Conseil pour la protection des sites de luttes et de martyres (pl)
En 1992, Kamiński préside l'Union nationale des combattants des Bataliony Chłopskie. En août 1989 à Wilanow, avec d'autres militants, il réactive le Parti paysan polonais (PSL). Il en est élu président, lors du deuxième Congrès du PSL le 11 novembre 1989, puis président d'honneur, lors du Congrès de l'Unité du PSL en mai 1990.
Franciszek Kamińskil meurt à Varsovie le 24 février 2000. Il est inhumé au cimetière militaire de Powązki à Varsovie.

## Ordres, décorations et honneur
- Ordre de l'Aigle Blanc (1996)
- Croix d'argent de l'ordre Virtuti Militari
- Croix de deuxième classe de l'ordre de Grunwald (1972)
- Croix de Commandeur de l'Ordre Polonia Restituta
- Croix d'or du Mérite et Honneur (pl) (1944)
- Croix de la Valeur polonaise (1945)
- Croix du Soulévement de Varsovie (pl) (1er août 1981)
- Croix du Bataillon des Paysans (pl)
- Citoyen d'honneur de Zamośc

## Sources
- (pl) Cet article est partiellement ou en totalité issu de l’article de Wikipédia en polonais intitulé « Franciszek Wawrzyniec Kamiński » (voir la liste des auteurs).
- (pl) Wyd. Nortom, Franciszek Kamiński – Krzyż niepodległości, Wrocław, 2008 (ISBN 9788389684189)